# Rejon motygiński
Rejon motygiński (ros. Мотыгинский район, Motyginskij rajon) – rejon administracyjny i komunalny Kraju Krasnojarskiego w Rosji. Centrum administracyjnym rejonu jest robotnicze osiedle typu miejskiego Motygino, którego ludność stanowi 36,4% populacji rejonu. Został on utworzony 1 lipca 1931 roku.

## Położenie
Rejon ma powierzchnię 18 983 km² i znajduje się w południowo-środkowej części Kraju Krasnojarskiego, granicząc na północy z rejonem siewierno-jenisiejskim, na północnym wschodzie z ewnkijskim, na wschodzie z rejonem boguczańskim, na południu z rejonem tasiejewskim, na południowym zachodzie z rejonem kazaczyńskim, a na zachodzie z rejonem jenisiejskim.
Rejon położony jest w dolinie rzeki Angary.

## Ludność
W 1989 roku rejon ten liczył  mieszkańców 26 595, w 2002 roku 19 140, w 2010 roku 16 207, a w 2011 zaludnienie wyniosło 16 156 osób.

## Podział administracyjny
Administracyjnie rejon dzieli się na 8 sielsowietów oraz zawiera trzy osiedla typu miejskiego.